# 落合義雄
落合 義雄（おちあい よしお、1907年8月23日 - 1992年8月20日）は、日本の俳優、劇作家、演出家。群馬県高崎市出身。本名同じ

## 来歴
1924年、群馬県高崎市において地方演劇運動を開始。1932年、児童演劇運動を開始。1946年、群馬演劇文化集団を結成。同年、劇団ポポロ座を設立。
1956年、松竹大船撮影所入社。研究グループ、船の会を設立し、永井秀明、里見孝二とともに幹事役を務める。
映画の制作本数の減少を受けてテレビへの進出を考え、『ここに泉あり』で共演した椎原邦彦の紹介で彼が所属しているグループ・てえぶらにテレビ関係のマネジメントを委託。1959年1月、グループ・てえぶらが太平洋テレビジョン芸能部となった後も同社にテレビ関係のマネジメントを継続。同年、松竹との契約を本数契約に変更。同年末、遊走腎を発症し、療養の為、前橋に戻る。療養中、太平洋テレビから独立したTMC（後の東京俳優生活協同組合）に加盟。

## 出演作品

### 映画
- ここに泉あり（1955年、松竹） - 校長先生
- 由起子（1955年） - 医者
- 近くて遠きは（1957年） - 金山プロデューサー
- 月給一三、〇〇〇円（1958年、松竹） - 小使
- 空かける花嫁（1959年、松竹） - 大沢
- 幸福の合唱（1959年、松竹）
- 四万人の目撃者（1960年、松竹） - 運送店Bの主任
- 山河あり (1962年、松竹)
- 戦争と人間 第一部（1970年、日活） - 張作霖

### テレビドラマ
- 黒帯先生青春記（1958年、NTV）
- 風雲三剣士（1959年、CX）
- 事件記者 第32話「32口径」（1959年、NHK）
- 終身未決囚（1959年、NTV）
- これが真実だ（1960年、CX）
  - 第32話「議員逮捕 中野正剛逮捕事件」
  - 第43話「開戦前夜」
- 夜の炎（1960年、NTV）
- 灰色のシリーズ 山は答えず（1961年、NHK）
- おはなはん 第1話（1966年、NHK）
- 快獣ブースカ 第24話「ぼくは一等賞」・第30話「スピード銃に気をつけろ!」（1967年、NTV） - 校長先生
- ポーラ名作劇場 春雷（1967年、NET）
- 忍者ハットリくん+忍者怪獣ジッポウ 第17話「危機一髪人助けでござる」（1967年、NET） - KKK社長
- 特別機動捜査隊 第311話「沈黙の人」（1967年、NET） - 奥村
- 浮世絵 女ねずみ小僧 第2シリーズ 第7話「雨が降る降る、恵みの雨が…」（1972年、CX）